# Vararia rosulenta
Vararia rosulenta är en svampart som beskrevs av Boidin, Lanq. & MacKee 1986. Vararia rosulenta ingår i släktet Vararia och familjen Lachnocladiaceae.   Inga underarter finns listade i Catalogue of Life.